# У Вояо
У Вояо (吳沃堯, 29 травня 1866 —1910) — китайський письменник часів династії Цін.

## Життєпис
Народився 29 травня 1866 року у м. Фошань, провінція Ґуандун. Походив з впливової родини провінційних чиновників. Протягом декількох поколінь представники роду У займали провідні посади у провінціях Гуандун, Ґуансі, Чжецзян. Отримав гарну освіту. Після смерті батька у 1882 році переїздить до Шанхаю, де продовжив освіту. Згодом починає друкуватися у шанхайських газетам. У 90-х роках видавав невелику газету «Цайфенбао» («Порядки»)
Наприкінці 1890-х років зацікавився написанням історичних романів. Став відомим у 1903 році після опублікування свого роману «Дивні випадки останніх двох десятіліть, описані очевидцем». З 1906 року очолював редакції з історії та фантастики декількох шанхайських журналів. Водночас відмовився від чиновницької кар'єри, ніколи не намагався здавати іспити. Помер у жовтні 1910 року.

## Творчість
Усього в доробку У Вояо близько 30 великих романів. Найбільш з них відомі: «Дивні випадки останніх двох десятіліть, описані очевидцем» та «Історія страждань».
У Вояо належать такі твори, як «Секрет збагачення», «Записки про подорожі по Шанхаю». Був відомий насамперед своїми книгами, живописом громадських звичаїв, особливо найзначнішою з них — романом «Дивовижні історії, побачені за двадцять років» (1909—1910 роки). За темою і характером зображення він нагадує «соціальну» прозу Лі Бао-Цзя з її критичною спрямованістю і сатиричним підтекстом.